# Krest-Kitil
Krest-Kitil (en rus: Крест-Кытыл) és un poble de la república de Sakhà, a Rússia, que el 2018 tenia 1.807 habitants, pertany al districte de Namtsi.